# Ustor Endre
Ustor Endre (Budapest, 1909. szeptember 1. – Budapest, 1998. április 28.) nemzetközi jogász, diplomata. 

## Élete és munkássága
Érettségi után banktisztviselőként dolgozott. Munka mellett végezte el Erzsébet Tudományegyetem állam- és jogtudományi karát 1927 és 1932 között. Német, angol és francia nyelvismeretet szerzett. Önálló ügyvéd volt 1940-42-ben, majd munkaszolgálatra vonult be.
1944-ben rendőrtiszt lett Debrecenben, majd Szatmár-Bereg megye tiszti főügyésze volt 1945 és 1949 között. A Pénzügyminisztérium nemzetközi főosztályán volt főelőadó 1949 és 1953, majd 1956-57-ben. 1953-56 között a Külügyminisztériumban volt főelőadó, majd 1958-ban a Nemzetközi Jogi és Konzuli Főosztály vezetőjeként tért vissza oda és egyben a külügyi kollégium (a minisztérium vezető tanácsadó testülete) tagja lett. 1958-ban főkonzuli, 1965-ben rendkívüli és meghatalmazott nagyköveti rangot kapott (külképviselet vezetői megbízás nélkül). Számos nemzetközi jogi konferencián volt a magyar delegáció vezetője.
1964-ben kandidátus, 1980-ban az MTA doktora lett.  Címzetes egyetemi tanárként előadói tevékenységet folytatott a Marx Károly Közgazdaságtudományi Egyetemen, számos tankönyvet is írt a nemzetközi jog témakörében.
Többször volt tagja az ENSZ éves közgyűlésére kiutazó magyar delegációnak. 1967 és 1976 között az ENSZ Nemzetközi Jogi Bizottságának tagja, 1974-től elnöke volt. A Külügyminisztériumból 1975-ben nyugállományba vonult, de tagja maradt az ENSZ Igazgatási Bíróságának 1976-1987), illetve annak elnöke volt 1981 és 1984 között.

## Kitüntetései
- Szocialista Munkáért érdemérem (1959)
- Munka Érdemrend arany fokozata (1974)